# Acanthodoris pilosa
Acanthodoris pilosa är en snäckart som först beskrevs av Abildgaard 1789.  Acanthodoris pilosa ingår i släktet Acanthodoris och familjen Onchidorididae. Arten är reproducerande i Sverige. Inga underarter finns listade i Catalogue of Life.

## Bildgalleri

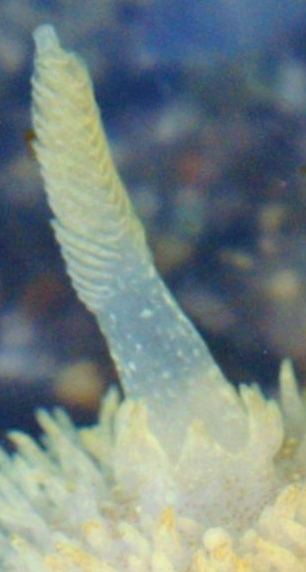
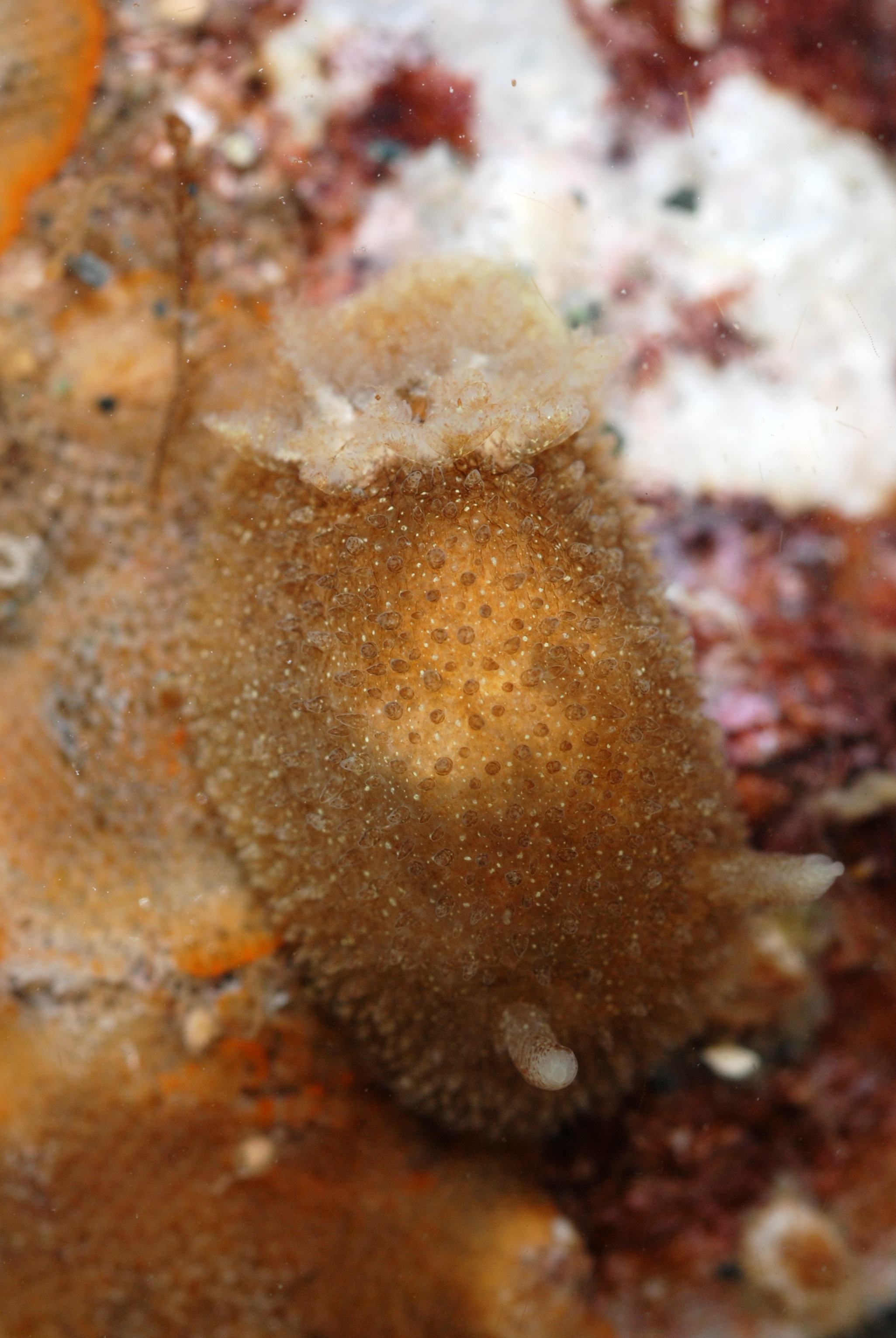
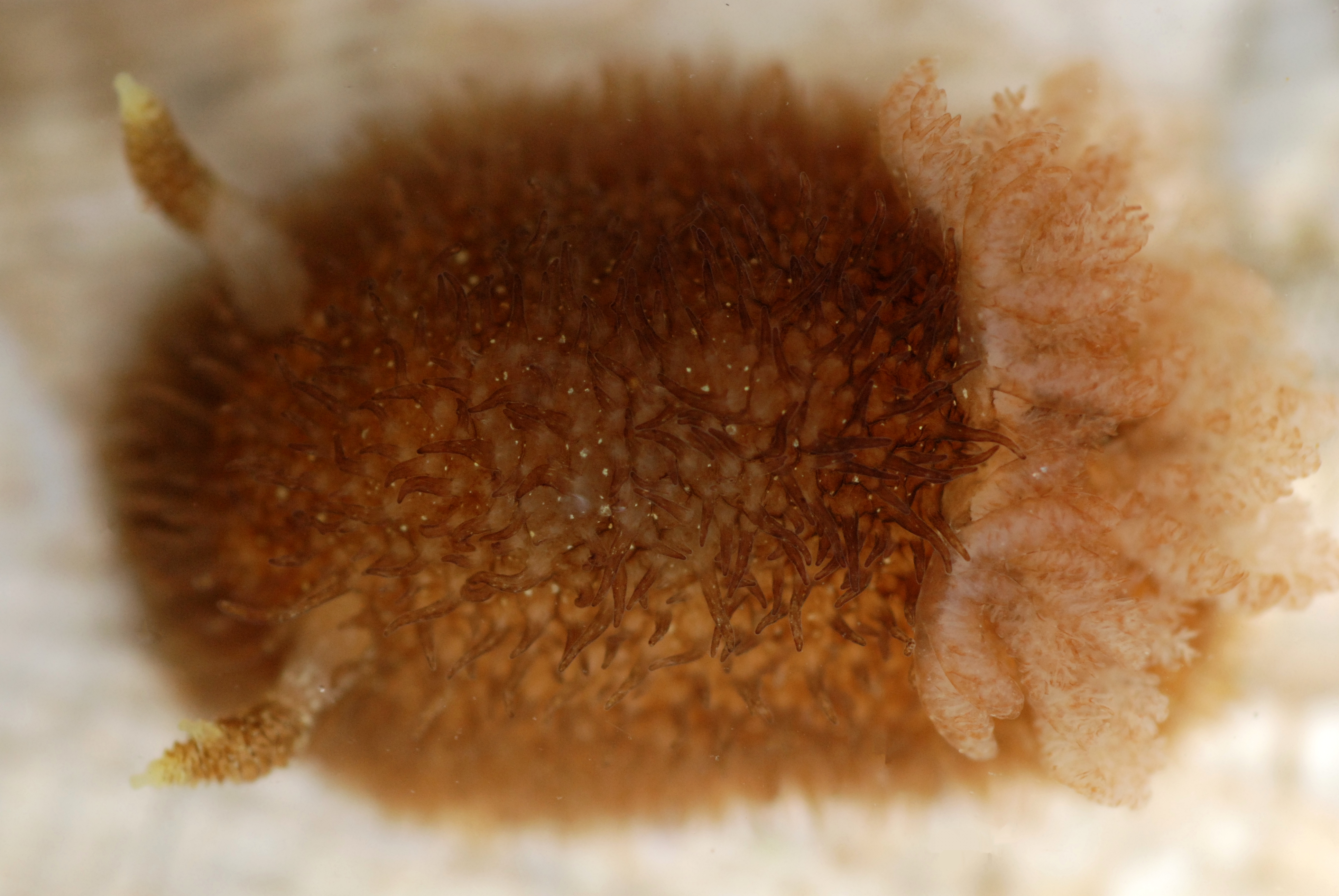